# Corea del Sud ai XII Giochi olimpici invernali
La Corea del Sud partecipò ai XII Giochi olimpici invernali, svoltisi a Innsbruck, Austria, dal 4 al 15 febbraio 1976, con una delegazione di 3 atleti impegnati in due discipline.